# Kill la Kill
Kill la Kill (キルラキル?, Kiru ra Kiru) è una serie televisiva anime prodotta dalla Aniplex e realizzata dalla Trigger. È andata in onda in Giappone tra il 3 ottobre 2013 e il 27 marzo 2014, ed è stata trasmessa contemporaneamente in streaming sul sito web della Daisuki, tradotta in cinque lingue differenti, tra cui l'italiano. La storia segue le vicende di una studentessa vagabonda di nome Ryūko Matoi in cerca dell'assassina di suo padre, cosa che la porterà in violento conflitto con la presidentessa del consiglio studentesco dell'Istituto Honnōji, Satsuki Kiryūin, e l'impero di moda di sua madre, Ragyō.
La serie è il primo progetto televisivo anime originale della Trigger, diretto da Hiroyuki Imaishi e scritto da Kazuki Nakashima, i quali avevano già lavorato precedentemente insieme per Sfondamento dei cieli Gurren Lagann. Un adattamento manga di Ryō Akizuki è stato serializzato sul Young Ace della Kadokawa Shoten tra ottobre 2013 e febbraio 2015. Un venticinquesimo episodio OAV è stato pubblicato il 3 settembre 2014.

## Trama

L'arrivo di Ryūko all'Istituto Honnōji

Kill la Kill è ambientato nell'Istituto Honnōji (本能字学園?, Honnōji gakuen), un liceo immaginario situato dalle parti della baia di Tokyo in Giappone. La scuola è dominata dal suo temibile consiglio studentesco, diretto a sua volta da Satsuki Kiryūin, e i suoi studenti indossano particolari uniformi, chiamate ultra uniformi (極制服?, gokuseifuku, da gokusei 極製, lett. "alta qualità" + seifuku 制服, lett. "uniforme scolastica"), che permettono di ottenere abilità sovrumane grazie alle cosiddette biofibre da guerra (生命戦維?, seimei sen'i), cioè il materiale di cui sono fatte. Ryūko Matoi, una studentessa in possesso della metà di una spada a forma di forbice capace di tagliare le ultra uniformi, si trasferisce nell'Istituto in cerca dell'assassina di suo padre e, dopo aver affrontato il consiglio studentesco, riesce a malapena a darsi alla fuga. Non sapendo cosa fare, Ryūko dopo esser scappata cade in un fosso, imbattendosi così in un'uniforme alla marinara che nomina Senketsu (letteralmente "bevitore di sangue fresco", poiché la divisa per poter attivare il suo potere ha bisogno di nutrirsi del sangue del proprietario) e che le si mette addosso, facendola diventare talmente forte da poter affrontare sia Satsuki stessa sia le sue prove e ostacoli. Quella divisa è un Kamui, un tipo di veste ideata da Isshin Matoi, il padre di Ryuko, molto più forte di qualsiasi altra divisa militare a stelle e in grado di distruggere quest'ultime. Nel frattempo, la ragazza fa amicizia con una compagna di studi di nome Mako Mankanshoku, già incontrata in precedenza, e va a vivere con la sua famiglia nei bassifondi intorno all'Istituto.
Quando Satsuki riorganizza l'assegnazione delle ultra uniformi durante un evento noto come le Elezioni naturali (nel manga anche dette "selezioni all'ultimo sangue") Ryūko combatte contro i Quattro Deva, che indossano le potenti ultra uniformi a tre stelle, in una serie di duelli. Tuttavia, l'ultimo scontro viene interrotto da Nui Harime, in possesso dell'altra metà della lama forbice con cui è stato ucciso il padre di Ryūko; capendo di trovarsi di fronte all'assassino di suo padre quest'ultima, sopraffatta dalla rabbia e dall'odio nei confronti dell'avversaria, si fa completamente assorbire da Senketsu, il suo Kamui, trasformandosi momentaneamente in un mostro incontrollabile per poi essere salvata da Mako.
Grazie alla gita di invasione di Osaka, Kyoto e Kōbe, Satsuki conquista le scuole più importanti delle altre regioni del Giappone e, nel contempo, respinge pure i Nudist Beach (ヌーディスト・ビーチ?, Nūdisuto Bīchi), un'organizzazione paramilitare guidata dal coordinatore di classe di Ryūko, Aikurō Mikisugi. Per celebrare la vittoria, la ragazza organizza un festival in onore di sua madre Ragyō, la direttrice dell'Istituto e l'amministratrice delegata della Revocs Corporation (REVOCSコーポレーション?, Ribokkusu Kōporēshon), un'impresa di abbigliamento che ormai domina il mercato a livello mondiale. Aikurō rivela a tal proposito che le biofibre da guerra si trovano in tutti i vestiti della Revocs e che esse sono, in realtà, forme di vita aliene che si nutrono di chi le indossa. Quando esse divorano, infatti, il pubblico del festival, Satsuki coglie però l'occasione per tradire a sorpresa la madre, ma la ribellione ha vita breve, in quanto si scopre che Ragyō stessa si è ormai già fusa completamente con le biofibre da guerra per ottenere un potere immenso. Nel bel mezzo della battaglia, Ragyō riconosce inoltre Ryūko come sua figlia e sorella minore di Satsuki, la quale è sopravvissuta da neonata a un esperimento fatto da lei con le biofibre da guerra, per poi essere stata cresciuta in segreto dal marito scomparso, Sōichirō Kiryūin, divenuto Isshin Matoi.
Un mese più tardi, Ragyō e le biofibre da guerra hanno devastato il Giappone e catturato Satsuki; ecco perché i Quattro Deva, ormai rimasti senza ultra uniformi, sono costretti a nascondersi e ad allearsi con Ryūko e i Nudist Beach. Durante la missione di salvataggio di Satsuki, Ragyō riesce però a catturare e a fare il lavaggio del cervello a Ryūko, la quale è costretta così a combattere contro la sorella. Dopo che Ryūko riacquista la ragione, lei e Satsuki decidono allora di affrontare Ragyō una volta per tutte per impedirle di far esplodere la Terra in modo da disperdere le biofibre da guerra nell'universo. In quest'ultima battaglia all'ultimo sangue, Ryūko insegue Ragyō persino nello spazio, luogo in cui alla fine la sconfigge definitivamente e da cui fa ritorno grazie al sacrificio di Senketsu.
Nell'episodio OAV pubblicato dopo la fine della messa in onda della serie, Rei Hōōmaru, l'assistente di Ragyō, interrompe la cerimonia di consegna dei diplomi dell'Istituto Honnōji in cerca di vendetta. Satsuki, però, la convince a smettere di lottare e così, dopo che l'Istituto Honnōji viene sciolto, tutti quanti prendono la propria strada per iniziare a vivere una vita normale.

## Personaggi

### Protagonisti

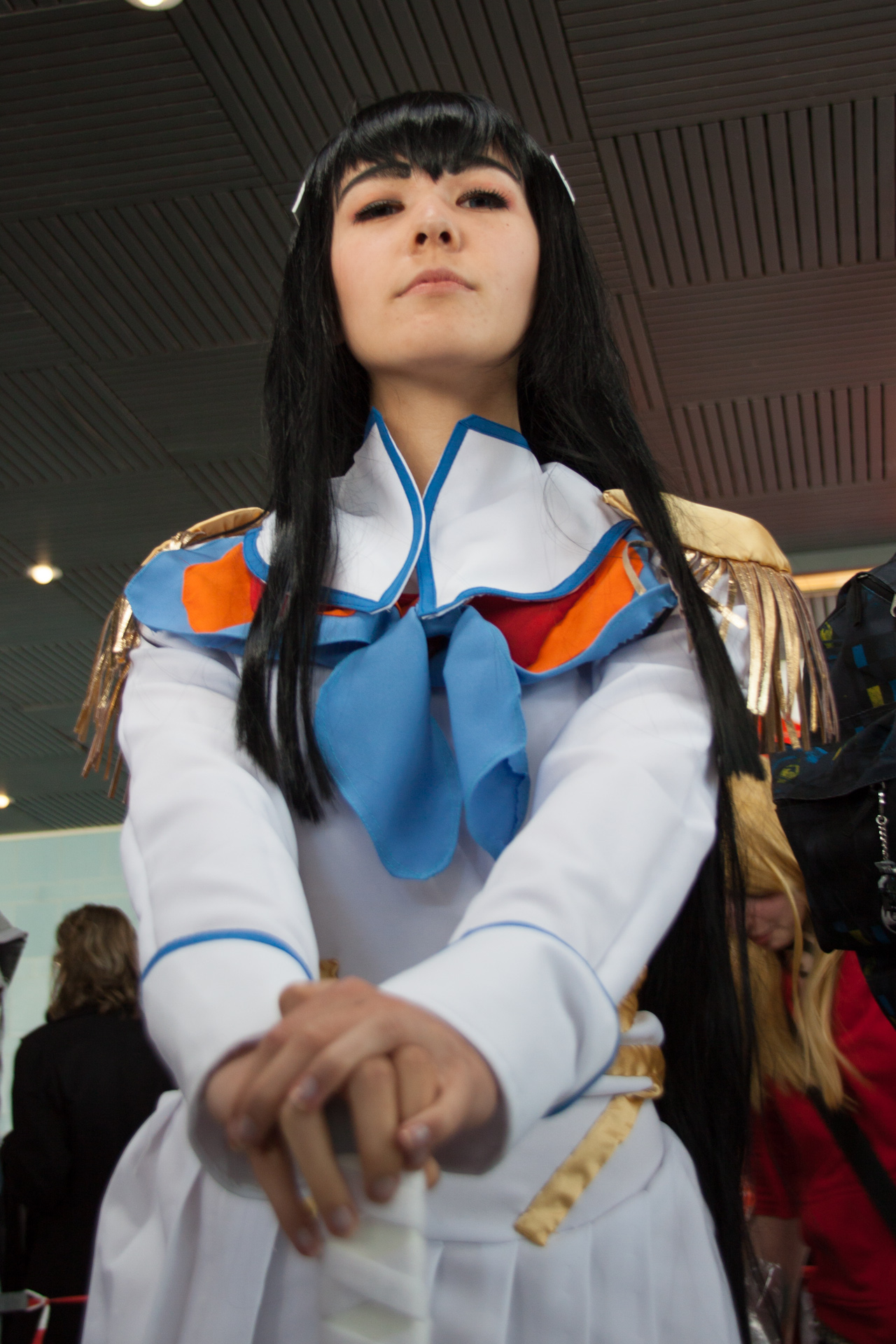
Cosplay di Satsuki

Ryūko Matoi (纏 流子?, Matoi Ryūko)
Doppiata da: Ami Koshimizu (ed. giapponese), Lucrezia Marricchi (ed. italiana)
Una studentessa vagabonda di 17 anni che si trasferisce all'Istituto Honnōji in cerca di indizi sulla morte del padre. Ryūko possiede metà della lama forbice (片太刀バサミ?, kata tachi basami), ossia il grosso paio di forbici creato dal padre, mentre l'altra metà è stata rubata dall'assassina. L'arma è in grado di distruggere le divise potenziate dalle biofibre da guerra, cosa che la pone in contrasto con il consiglio studentesco. Possiede anche una propria uniforme speciale, la veste divina Senketsu, che le garantisce abilità particolari. Vive con la famiglia Mankanshoku. Durante la battaglia del grande festival sportivo culturale dell'Istituto Honnōji, viene rivelato che Ryūko è la presunta figlia deceduta di Ragyō, nonché la sorella minore di Satsuki. Si viene anche a conoscenza del fatto che il suo corpo ha assimilato le biofibre da guerra quando Ragyō la sfruttò da neonata come cavia per un esperimento di fusione tra biofibre e soggetti umani.
Senketsu (鮮血? lett. "Sangue fresco")
Doppiato da: Toshihiko Seki (ed. giapponese), Massimo De Ambrosis  (ed. italiana)
Un'uniforme alla marinara vivente che viene trovata da Ryūko sotto le rovine della propria casa. È una veste divina (神衣?, kamui), cioè un vestito fatto interamente di biofibre da guerra, che fornisce a chi lo indossa abilità sovrumane, nutrendosi in cambio del suo sangue. Può muoversi autonomamente e parlare ma solo Ryūko è in grado di sentirlo poiché nelle sue biofibre è contenuto il DNA della ragazza. Sincronizzandosi con Ryūko, Senketsu può trasformarsi in un'indistruttibile armatura dall'aspetto, con grande imbarazzo iniziale della protagonista, molto succinto. Inoltre, ogni volta che Ryūko distrugge un'ultra uniforme, Senketsu assorbe le sue biofibre da guerra.
Satsuki Kiryūin (鬼龍院 皐月?, Kiryūin Satsuki)
Doppiata da: Ryōka Yuzuki (ed. giapponese), Monica Vulcano  (ed. italiana)
La presidentessa diciottenne del consiglio studentesco dell'Istituto Honnōji, che governa con il pugno di ferro. Dato che la madre controlla il consiglio di amministrazione della scuola, Satsuki domina l'istituto al posto del preside e degli insegnanti impotenti. Consegna le ultra uniformi agli studenti in base alle loro abilità. Possiede una katana di nome Bakuzan (縛斬?) e la veste divina Junketsu (純潔? lett. "purezza"). Pur essendo in un primo momento avversaria di Ryūko, durante il grande festival sportivo culturale dell'Istituto Honnōji rivela che ha reso il liceo una fortezza per sconfiggere le biofibre da guerra e sua madre. Nel corso della battaglia che segue, viene rivelato che Ryūko è la sua presunta sorella minore deceduta.
Mako Mankanshoku (満艦飾 マコ?, Mankanshoku Mako)
Doppiata da: Aya Suzaki (ed. giapponese), Emanuela Damasio (ed. italiana)
Un'energica studentessa del secondo anno, nonché compagna di classe di Ryūko all'istituto Honnōji. Fa amicizia con Ryūko subito dopo il suo arrivo nella scuola. Mako vive con i suoi genitori e il fratello minore nei bassifondi di Honnocho. È un po' lenta di comprendonio e il più delle volte si ritrova in situazioni pericolose, ma possiede un gran cuore e si preoccupa sempre per Ryūko, incoraggiandola costantemente. Nei momenti cruciali ha l'abitudine di intervenire con le braccia incrociate verso l'alto e poi mimare le cose che dice, come quando viene rivelata l'origine delle biofibre da guerra o quando incoraggia Ryūko a svestirsi ulteriormente durante il suo primo combattimento contro Satsuki, apparendo ancora più strana del solito.

### Quattro Deva dell'Istituto Honnōji
Ira Gamagōri (蟇郡 苛?, Gamagōri Ira)
Doppiato da: Tetsu Inada (ed. giapponese), Dario Oppido  (ed. italiana)
Uno dei Quattro Deva del consiglio studentesco. È un tipo imponente, molto leale a Satsuki, che dirige il comitato disciplinare dell'Istituto Honnōji. La sua ultra uniforme a tre stelle è la Trama di legamenti (縛の装?, shibari no sō), che prende forma di un meccanismo di sottomissione. Sottoponendosi a vari attacchi masochisti, può attivare la sua seconda trasformazione, la Trama di legamorte (死縛の装?, Shibaki no Sō), che gli permette di ricoprire il suo corpo di fruste spinose. Più tardi, riceve una versione aggiornata e definitiva, Trama di legamenti: rivelazione dell'ego (縛の装 我心開放?, Shibari no Sō wagakokoro kaihō), che gli permette di usare l' (Esposizione senza limiti 制限なしの露出|Seigen Nashi no Roshutsu). Ha 20 anni poiché, dopo essersi diplomato alle scuole medie, ne ha aspettati due prima di iscriversi all'Istituto Honnōji in modo da poter supportare i piani di Satsuki. Dopo aver conseguito la patente di guida, assume il ruolo di chauffeur personale di Satsuki alla guida di una Cadillac Eldorado 1959 rosa. Interagisce spesso con Mako e in seguito diventa protettivo nei suoi confronti.
Uzu Sanageyama (猿投山 渦?, Sanageyama Uzu)
Doppiato da: Nobuyuki Hiyama (ed. giapponese), Marco Bassetti  (ed. italiana)
Uno dei Quattro Deva del consiglio studentesco. Regola le attività dei club sportivi dell'Istituto Honnōji, inclusi quelli di pugilato e tennis. È specializzato nel kendō e possiede un'ultra uniforme a tre stelle, la Trama di spada (剣の装?, Tsurugi no Sō), che prende la forma di una grossa armatura protettiva Bōgu (防具?). Inizialmente dispone della Chiaroveggenza (天眼通?, Tengantsu), che gli permette di predire le mosse dell'avversario con una vista molto veloce. Tuttavia, dopo essere stato sconfitto da Ryūko, decide di farsi cucire gli occhi, rafforzando gli altri sensi ed ottenendo la Cuoreveggenza (心眼通?, Shingantsu), che gli permette di percepire qualsiasi cosa gli sia intorno senza punti ciechi, un'abilità che oltrepassa persino i limiti della sua stessa ultra uniforme. Un mese dopo gli avvenimenti del festival sportivo culturale dell'Istituto Honnōji, la sua ultra uniforme è l'ultima tra quelle dei Quattro Deva a consumarsi, avendola usata più spesso del solito per portare in salvo tutti i sopravvissuti. Più tardi, riceve una versione aggiornata e definitiva, Trama di spada: visione mistica (剣の装 奥義開眼?, Tsurugi no Sō: Ougi Kaigan), che è molto più piccola ma veloce, e gli permette di combattere al meglio con gli occhi aperti.
Hōka Inumuta (犬牟田 宝火?, Inumuta Hōka)
Doppiato da: Hiroyuki Yoshino (ed. giapponese), Omar Vitelli  (ed. italiana)
Uno dei Quattro Deva del consiglio studentesco. È il presidente della sezione intelligence strategica dell'Istituto Honnōji, che supporta il consiglio studentesco analizzando le informazioni tramite il suo computer portatile. Ha anche il compito di controllare le ultra uniformi realizzate dal club di cucito. Possiede un'ultra uniforme a tre stelle, la Trama di ricerca (探の装?, Saguru no Sō), che gli permette di calcolare rapidamente le traiettorie di attacco ed usare una mimetizzazione ottica per nascondersi dagli avversari. Più tardi, riceve una versione aggiornata e definitiva, Trama di ricerca: indagine della verità (探の装 真理究明?, Saguru no Sō: Shinri Kyūmei), che lo fa apparire molto simile al supereroe Marvel, Spider-Man.
Nonon Jakuzure (蛇崩 乃音?, Jakuzure Nonon)
Doppiata da: Mayumi Shintani (ed. giapponese), Veronica Puccio  (ed. italiana)
Una dei Quattro Deva del consiglio studentesco. Regola le attività dei club culturali della scuola, come quelli di giardinaggio e biologia. Tra i membri dei Quattro Deva, è l'unica ad essere stata insieme a Satsuki dall'asilo e per questo motivo afferma di essere la persona che la conosce meglio. Possiede un'ultra uniforme a tre stelle, la Trama musicale (奏の装?, Kanade no Sō), che prende forma di un enorme impianto audio capace di produrre potenti onde sonore e di trasformarsi in una specie di dirigibile. Più tardi, riceve una versione aggiornata e definitiva, Trama musicale: ultimo movimento (奏の装 最終楽章?, Kanade no Sō: Saishū Gakushō), che miniaturizza gli impianti audio sulle sue spalle.

### Nudist Beach
Aikurō Mikisugi (美木杉 愛九郎?, Mikisugi Aikurō)
Doppiato da: Shin'ichirō Miki (ed. giapponese), Vittorio Guerrieri  (ed. italiana)
L'enigmatico insegnante di Ryūko. Osserva e aiuta segretamente Ryūko facendole trovare Senketsu. Sebbene si presenti la maggior parte delle volte come un insegnante gracile e arruffato, in realtà è un conversatore raffinato e affascinante, con l'abitudine di sfilarsi lentamente i vestiti e mettersi in posa appena si trova in privato con Ryūko. Anche se ha rivelato l'esistenza dei Nudist Beach e di esserne un membro, Ryūko non gli ha creduto a causa del nome ridicolo dell'organizzazione. Ogni volta che si spoglia, i capezzoli e l'inguine emanano una luce rosa che li oscura.
Il character design di Mikisugi è basato su persone come il cantante dei TM Network, Takashi Utsunomiya, e Kenji Sawada, ossia individui dall'aspetto intelligente ed attraente.
Tsumugu Kinagase (黄長瀬 紬?, Kinagase Tsumugu)
Doppiato da: Katsuyuki Konishi (ed. giapponese), Daniele Raffaeli (ed. italiana)
Una conoscenza di Aikurō. Prova un forte odio verso le vesti divine poiché, durante un esperimento, sua sorella maggiore, Kinue (絹江?), morì quando quella che stava provando la prosciugò. Tsumugu combatte utilizzando aghi particolari, che bloccano le connessioni tra le biofibre da guerra delle vesti divine o delle ultra uniformi e chi le indossa. Ripete spesso la seguente frase: Ora, ti darò due informazioni utili (2つ、いいことを教えてやる?, Futatsu, ii koto o oshieteyaru).
Isshin Matoi (纏 一身?, Matoi Isshin) / Sōichirō Kiryūin (鬼龍院 総一郎?, Kiryūin Sōichirō)
Doppiato da: Kinryū Arimoto (ed. giapponese), Daniele Valenti (ed. italiana)
Il padre deceduto di Ryūko, che ha creato Senketsu ed è stato ucciso da Nui. Ha anche realizzato le lame forbici usate contro di lui da Nui, la quale rubò quella viola, lasciando la rossa a Ryūko. È il fondatore dei Nudist Beach, un'organizzazione creata per opporsi alla Revocs. La sua vera identità è Sōichirō Kiryūin, padre di Satsuki e marito di Ragyō, il quale finse la propria morte e cambiò nome in Isshin Matoi per crescere Ryūko in segreto.
Ai tempi innamorato di Ragyō, Sōichirō era riuscito prima ad entrare nelle sue grazie e poi a sposarla. Inizialmente, condivideva gli stessi ideali della moglie, tanto da provare un primo esperimento di fusione tra biofibre e un soggetto umano su Satsuki, che fallì, in quanto, pur avendo un anno, era già troppo matura, cosi la moglie decise di usare la figlia neonata, Ryūko, per un secondo test, ma anch'esso sembrò inizialmente un insuccesso e la gettò via come un rifiuto. In seguito a tale gesto e per il valore nullo della vita umana, Sōichirō iniziò a provare un odio ed un disgusto nei confronti di Ragyō, ma scoprì che la figlia era invece sopravvissuta e che l'esperimento in realtà si era rivelato un successo, così finché poté tramò alle spalle della moglie e della Revocs, raccontando alla figlia maggiore Satsuki la verità riguardo alle biofibre, quando questa aveva cinque anni, in modo da rivoltarla contro la madre, e fondando la Nudist Beach per fronteggiarla con i soldi ricavati dai molti suoi brevetti. Quando egli fu scoperto, però, simulò la sua morte e cambiò aspetto (da giovane e attraente ad un vecchio ingobbito) in modo da allevare la figlia Ryūko lontano dall'oramai ex-moglie, creando Senketsu con il DNA della figlia e le lame forbici per darle un'arma con cui proteggersi.

### Revocs

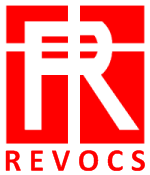
Il logo della Revocs Corporation

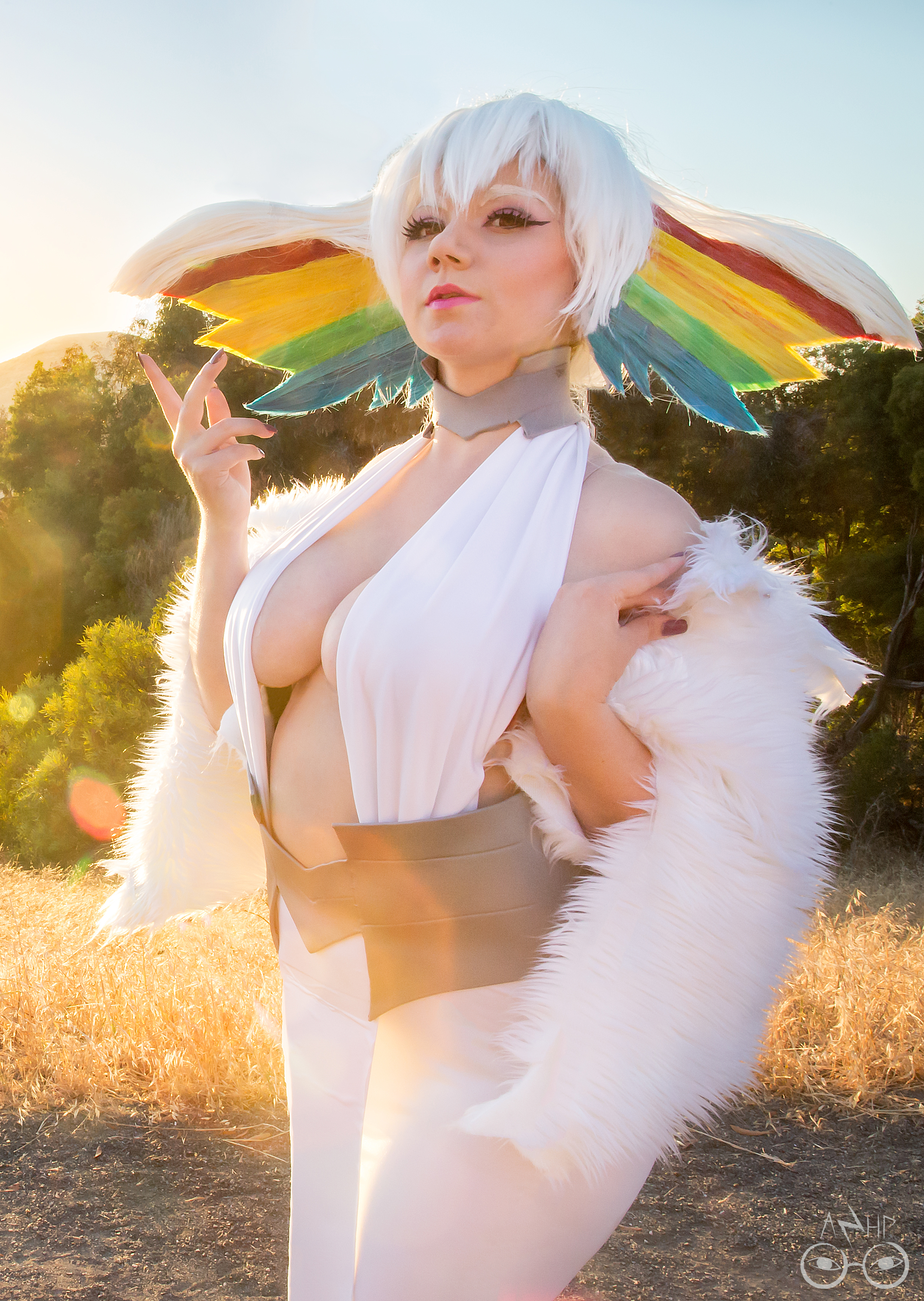
Cosplay di Ragyo

Ragyō Kiryūin (鬼龍院 羅暁?, Kiryūin Ragyō)
Doppiata da: Romi Park (ed. giapponese), Monica Bertolotti  (ed. italiana)
La madre di Satsuki e la principale antagonista della serie, la quale controlla da lontano le azioni della figlia. È l'amministratrice delegata della Revocs Corporation, un conglomerato che produce e fornisce oltre il 90% degli abiti nel mondo. Figura di grande eleganza e potere, in ogni sua apparizione Ragyō è circondata da luci multicolore, emanate persino dai suoi capelli. Ha diverse cicatrici sulla schiena, ma non si viene a conoscenza di come se le sia procurate. Inoltre, il suo corpo è fuso con le biofibre da guerra, grazie alle quali possiede la capacità di curarsi subito qualsiasi ferita e addirittura sopravvivere alla decapitazione, almeno fino a quando rimane anche un solo filo a legare testa e corpo. Più tardi, si scopre che, con l'intento di creare un'altra persona come lei (ossia un essere che abbia assimilato le biofibre da guerra), è stata disposta a sacrificare persino la sua seconda figlia, l'appena nata Ryūko. Tuttavia, la bimba era riuscita a sua insaputa a sopravvivere miracolosamente, permettendo così al padre di salvarla e crescerla in segreto.
Nui Harime (針目 縫?, Harime Nui)
Doppiata da: Yukari Tamura (ed. giapponese), Sara Labidi (ed. italiana)
La Grand Couturier (ossia sarta di rango elevato) della famiglia Kiryūin, la cui forza è capace di impensierire persino Satsuki ed atterrare Uzu col semplice uso del suo stesso ombrello come arma. Ha l'aspetto ingannevolmente inoffensivo di una ragazzina spensierata vestita con un abito rosa dallo stile antiquato, ma si capisce abbastanza presto dalla sua prima apparizione che è molto più pericolosa di quel che sembra: ha infatti ucciso Isshin Matoi in quanto reo di aver creato qualcosa che non avrebbe dovuto, la lama forbice, rubandone la metà viola e perdendo però l'occhio sinistro durante lo scontro. Grazie alla parte inferiore delle sue unghie dotate di aghi, quasi come una spazzola, è in grado di usare le sue mani per prendere di mira i fili di trama, cioè le biofibre da guerra alla base della struttura delle ultra uniformi, e distruggerli. Ha anche la capacità di manipolare burattini realistici e travestirsi in maniera efficace. Il suo corpo è come quello di Ryūko, con la sola differenza che è stato creato in un utero artificiale di biofibre anziché in quello naturale di Ragyō. Tuttavia, proprio a causa di ciò, non può indossare le ultra uniformi, in quanto esse entrerebbero in conflitto con l'eccessiva potenza delle sue biofibre da guerra.
Nui sembra avere particolari tendenze sociopatiche e, a detta di Satsuki, non succede mai niente di buono a tutto ciò che trova "carino". Di solito si comporta in maniera arrogante ma, quando le cose non vanno esattamente come previsto, perde facilmente il controllo e non riesce ad accettare la sconfitta. Anche dopo aver perso l'occhio sinistro durante lo scontro con Isshin, rimane talmente frustrata che decide di sfogarsi su sua figlia Ryūko, stuzzicandola continuamente e tentando di farla tramutare in un mostro. Alla fine della serie, si fonde con la veste divina definitiva di sua stessa creazione, Filato Divino Koketsu (in giapponese Shinra Koketsu), per essere indossata da Ragyō e diventare un tutt'uno con lei.
Rei Hōōmaru (鳳凰丸 礼?, Hōōmaru Rei)
Doppiata da: Ayumi Fujimura (ed. giapponese), Jessica Bologna (ed. italiana)
Una funzionaria aziendale della Revocs, nonché la segretaria personale di Ragyō. Nonostante sembri una segretaria come tante altre, all'occorrenza può sia allungare le maniche dei suoi vestiti per attaccare il nemico (ad esempio, quando tenta di difendere Ragyō da Satsuki subito dopo il suo voltafaccia) che essere molto rapida nei movimenti.

### Famiglia Mankanshoku
Matarō Mankanshoku (満艦飾 又郎?, Mankanshoku Matarō)
Doppiato da: Ayumi Fujimura (ed. giapponese), Danny Francucci (ed. italiana)
Il fratellino delinquente di Mako. Cerca spesso di rubare oggetti a tiro. Durante il grande festival sportivo culturale dell'Istituto Honnōji è l'unico spettatore a non essere assimilato dalla sua divisa, in quanto aveva preferito guadagnarci qualcosa vendendola e se l'era semplicemente dipinta addosso al momento dell'evento per far credere di essere vestito come tutti i presenti. Il mese seguente si nasconde insieme al cane Guts e ai suoi vecchi compagni di gang nelle fogne di Honnocho nella speranza di ritrovare il COVERS che ha assorbito Mako, finché non viene soccorso da Nonon in una situazione critica.
Barazō Mankanshoku (満艦飾 薔薇蔵?, Mankanshoku Barazō)
Doppiato da: Ken'yū Horiuchi (ed. giapponese), Alberto Caneva (ed. italiana)
Il padre di Mako. Possiede una clinica illegale e si presume abbia ucciso più pazienti di quanti ne abbia curati.
Sukuyo Mankanshoku (満艦飾 好代?, Mankanshoku Sukuyo)
Doppiata da: Yukari Fukui (ed. giapponese), Francesca Zavaglia (ed. italiana)
La madre estremamente spensierata di Mako. Lavora come casalinga.
Guts (ガッツ?, Gattsu)
Doppiato da: Katsuyuki Konishi
Il carlino della famiglia Mankanshoku. Il suo nome è un riferimento all'omonimo personaggio della serie Berserk di Kentarō Miura. Matarō stesso, nel secondo episodio, afferma che si chiama così "perché quando mangia va in berserk".

### Altri personaggi
Shirō Iori (伊織 糸郎?, Iori Shirō)
Doppiato da: Yūji Ueda (ed. giapponese), Alessandro Campaiola (ed. italiana)
Il presidente del club di cucito dell'Istituto Honnōji. Indossa quasi sempre una maschera antigas arancione e lavora a stretto contatto con Hōka per migliorare e potenziare le ultra uniformi. Nonostante non faccia parte del consiglio studentesco, ha lo stesso rango dei Quattro Deva, riceve ordini direttamente da Satsuki e possiede un'ultra uniforme a tre stelle, la Trama del sarto (誂の装?, atsurae no sō), che gli permette di tessere ultra uniformi a una velocità impressionante. È il nipote di Soroi, e si rivela fondamentale nella battaglia finale, in quanto ricrea, con le biofibre ricavate durante le varie battaglie, nuove ultra uniformi per combattere i COVERS a tutti gli studenti dell'istituto. L'ultima versione della sua ultra uniforme somiglia incredibilmente al costume del personaggio dei fumetti Spawn, mentre le quattro braccia meccaniche ricordano il personaggio della Marvel Dottor Octopus.
Mitsuzō Soroi (揃 三蔵?, Soroi Mitsuzō)
Doppiato da: Akio Nojima (ed. giapponese), Pierluigi Astore (ed. italiana)
Il maggiordomo personale e di fiducia di Satsuki, che viene quasi sempre visto al suo fianco, avendola servita sin da piccola. È anche lo zio di Shirō. Serve spesso il tè a Satsuki e ai suoi alleati a prescindere dalle circostanze.
Maiko Ōgure (大暮 麻衣子?, Ōgure Maiko)
Doppiata da: Marina Inoue (ed. giapponese), Jessica Bologna (ed. italiana)
Il capo dello sviluppo trappole per il comitato disciplinare, ossia l'ideatrice delle insidie che ostacolano gli studenti senza ultra uniforme durante la "giornata del ritardo vietato". È una ragazza subdola e priva di orgoglio che inganna Ryūko, facendosi passare per una studentessa ferita, nel tentativo di farle abbassare la guardia ed impadronirsi di Senketsu. Il suo obiettivo è detronizzare Satsuki scalando la gerarchia sociale dell'Istituto Honnōji, ma alla fine viene scoperta da Ira ed espulsa dalla scuola per tradimento.

## Produzione
Stando al regista Imaishi, buona parte dell'intreccio si basa sulla sua impressione che la maniera giapponese di pronunciare "fascio" (ファッショ?, fassho) sia pressappoco identica a quella della parola "fashion" (ファッション?, fasshon), sull'osservazione che la pronuncia dei termini giapponesi "uniforme scolastica" (制服?, seifuku) e "conquista" (征服?, seifuku) sia uguale, e sul fatto che il kiru (キル?) presente nel titolo possa significare "uccidere" (キル?), "tagliare" (切る?) oppure "indossare" (着る?).

## Media

### Anime

Logo della serie

Il progetto televisivo anime, diretto da Hiroyuki Imaishi nel suo studio d'animazione, la Trigger, è stato pubblicizzato per la prima volta sul numero di marzo 2013 della rivista Newtype della Kadokawa Shoten, uscito il 7 febbraio 2013. Kill la Kill è stato poi annunciato ufficialmente l'8 maggio dello stesso anno con il soggetto scritto da Kazuki Nakashima e il character design sviluppato da Sushio. La serie è stata trasmessa tra il 3 ottobre 2013 e il 27 marzo 2014 nel contenitore Animeism della MBS e anche sui canali TBS, CBC e BS-TBS, per poi essere stata pubblicata su Blu-ray Disc e DVD a partire dall'8 gennaio 2014. Tra i vari volumi distribuiti, il primo e il quinto hanno incluso i CD della colonna sonora, il terzo, il settimo e il nono sono stati accompagnati dai DVD dei documentari sulla produzione della serie e il secondo, il quarto, il sesto e l'ottavo sono stati venduti insieme a dei drama-CD. Un OAV è stato pubblicato in allegato al nono volume il 3 settembre 2014.
La serie è stata concessa in licenza alla Aniplex of America, che l'ha trasmessa in streaming in contemporanea col Giappone su Daisuki, Crunchyroll ed Hulu e che in America del Nord l'ha mandata in onda nel contenitore Toonami di Adult Swim, doppiata in inglese, a partire dal 7 febbraio 2015. In Australia e Nuova Zelanda i diritti sono stati acquistati dalla Madman Entertainment, mentre nel Regno Unito e in Francia l'opera è trasmessa su All The Anime e Wakanim dalla Anime Limited, che poi ne ha anche pianificato la distribuzione home video per l'ultimo trimestre del 2014.
In Italia i diritti della serie sono stati acquisiti da Dynit, che ha annunciato l'acquisizione, con riserva, alla propria conferenza al Lucca Comics 2017, per poi confermare il tutto il 22 dicembre e pubblicando gli episodi sottotitolati sul portale VVVVID il 6 febbraio 2018. Successivamente Dynit ha annunciato la data d'uscita della serie in formato home video in edizione limitata per il 30 maggio 2018 mentre il trailer doppiato in lingua italiana è stato pubblicato sul loro canale YouTube il 26 aprile.
Il 1º settembre 2018, la serie è stata aggiunta al catalogo Netflix in versione originale e doppiata in italiano. Il doppiaggio è stato diretto da Francesco Testa presso lo studio CD Cine Dubbing, con i dialoghi italiani curati da Maia Orienti, Carolina Quitadamo, Anna Pedano, Fabrizio Valezano, Arianna Stivali e Silvia Barone.
La versione standard dell'edizione home video è uscita il 27 febbraio 2019.

### Manga

Copertina del secondo volume dell'edizione italiana, raffigurante Ryūko Matoi con indosso Senketsu trasformato e armata di lama forbice

L'adattamento manga disegnato da Ryō Akizuki è stato serializzato sulla rivista Young Ace della Kadokawa Shoten dal 4 ottobre 2013 al 4 febbraio 2015. I capitoli sono stati raccolti in tre volumi tankōbon, che sono stati pubblicati tra il 4 dicembre 2013 e il 4 marzo 2015. In Italia l'opera è stata edita da Panini Comics, sotto l'etichetta Planet Manga, dal 4 giugno al 29 ottobre 2015, mentre in America del Nord i diritti sono stati acquistati dalla Udon Entertainment.

#### Volumi
| Nº | Data di prima pubblicazione | Data di prima pubblicazione | Data di prima pubblicazione |
| Nº | Giapponese                  | Giapponese                  | Italiano                    |
| -- | --------------------------- | --------------------------- | --------------------------- |
| 1  | 4 dicembre 2013             | ISBN 978-4-04-120908-0      | 4 giugno 2015               |
| 2  | 10 marzo 2014               | ISBN 978-4-04-121048-2      | 30 luglio 2015              |
| 3  | 4 marzo 2015                | ISBN 978-4-04-102107-1      | 29 ottobre 2015             |

### Videogioco
Sabato 16 giugno 2018, Trigger e Arc System Works annunciano Kill la Kill the Game: IF(キルラキル ザ・ゲーム -異布- Kiru ra Kiru za Gēmu: Ifu) dopo un conto alla rovescia su un sito aperto da Trigger.

Pubblicato da Arc System Works e sviluppato da A+ Games, i quali avevano già sviluppato Little Witch Academia Chamber Of Time, anche questo basato su un anime di Trigger.

Il gioco uscirà per PlayStation 4 e PC, i dettagli sono stati annunciati al'Anime Expo dal 5 al'8 luglio 2018 insieme a un trailer.

Durante la manifestazione Evo 2018 a Los Angeles, è stata presentata una live stream dedicata al gioco in cui sono state mostrate fasi di gameplay che vedono protagoniste Ryūko Matoi e Satsuki Kiryūin come primi personaggi giocabili.

Il 24 novembre 2018, durante l'ArcRevo Japan 2018, Arc System Works ha annunciato che il gioco verrà rilasciato anche su Nintendo Switch, non confermando che sarebbe uscito allo stesso momento delle versioni PlayStation 4 e PC.

Il gioco oltre che in Giappone e in America, uscirà anche in Europa in versione fisica e digitale.
Il gioco uscirà in Giappone il 25 luglio 2019 e in Europa e America, il 26 luglio 2019.

Come confermato da PQube Games (il distributore in Europa) sul suo Twitter, il gioco avrà sia audio giapponese che inglese.

### Colonna sonora
La colonna sonora della serie è stata composta da Hiroyuki Sawano. Le sigle di apertura e chiusura sono rispettivamente Sirius (シリウス?, Shiriusu) di Eir Aoi e Gomen ne, iiko ja irarenai (ごめんね、いいコじゃいられない。? lett. "Mi dispiace, ne ho abbastanza di fare la brava bambina") di Miku Sawai, per poi cambiare dall'episodio sedici in Ambiguous di Garnidelia e Shin sekai kōkyōgaku (新世界交響楽? lett. "Sinfonia di un nuovo mondo") di Sayonara Ponytail. La canzone Sanbika (サンビカ?) di Aoi è stata usata invece come insert song per accompagnare momenti culminanti negli episodi 3, 7, 11 e 23.
Il primo album della colonna sonora originale della serie è stato pubblicato il 25 dicembre 2013 ed è stato reso disponibile anche in America del Nord dalla Aniplex USA a partire dal 17 gennaio 2014. Il CD contiene diciotto tracce, tra cui sei brani vocali cantati sia in inglese sia in tedesco; i titoli delle musiche di sottofondo, inoltre, sono tutte varianti tipografiche di "Kill la Kill".
Il secondo album è stato pubblicato il 7 maggio 2014 insieme al quinto volume BD/DVD. Tra i diciotto brani inclusi, sei sono tracce vocali del primo album stavolta in versione "Kara-OK" (空OK? karaoke).
Tutte le musiche sono state composte da Hiroyuki Sawano.
Kill la Kill Original Sound Track
1. Mika Kobayashi – Before my body is dry (feat. David Whitaker) – 4:06 (testo: mpi & David Whitaker)
2. goriLLA-Ja-L (goriLLA蛇L?, goriLLA Jaru) – 4:15
3. InuKA3L (犬Kあ3L?) – 4:33
4. Cyua – Blumenkranz – 4:18 (testo: Rie)
5. Ad la Lib (AdラLib?, Ad ra Lib) – 3:23
6. Kiryū ga KiLL (鬼龍G@キLL?) – 4:37
7. KILL 7la Kill (KILL7la切ル?, KILL 7la Kiru) – 4:45
8. Benjamin Anderson & mpi – Suck your blood – 3:39 (testo: mpi)
9. Kik9=KELL (Kiっ9=KELL?, Kikku wa KELL) – 4:51
10. k1ll wa iLL (k1ll◎iLL?, k1ru wa iLL) – 3:07
11. Aimee Blackschleger – Light your heart up – 3:56 (testo: cAnON.)
12. Hiru ra lilL (昼裸lilL♪?) – 2:02
13. KiLL La KiLL (斬LLLア生LL?) – 4:25
14. Kiryū ha KiLL (キ龍ha着LL?) – 4:15
15. Benjamin Anderson – I want to know – 4:06 (testo: mpi & Benjamin Anderson)
16. NeLL na Ki9 (寝LLna聴9?) – 7:07
17. Kill a KiLL (Kiる厭KiLL?, Kiru a KiLL) – 5:06
18. CASG (Caramel Apple Sound Gadget) – Till I Die – 4:41 (testo: cAnON.)

Durata totale: 77:12
Kill la Kill Original Sound Track Vol. 2
1. Gekiban tokka-gata hitotsuboshi gokuseifuku (劇伴特化型1☆極★服?) – 3:24
2. Rhythm kyōka-gata futatsuboshi gokuseifuku (リズム強化型2☆極★服?) – 4:12
3. Nichijō gekijō-gata mittsuboshi gokuseifuku (日常劇場型3☆極★服?) – 3:35
4. Fuku o kita buta-gata yottsuboshi gokuseifuku (服着豚型4☆極★服?) – 4:13
5. Naming sense 0-gata itsutsuboshi gokuseifuku (名付扇子0型5☆極★服?) – 5:10
6. Tsuika hatchū-gata muttsuboshi gokuseifuku (追加発注型6☆極★服?) – 4:14
7. Haikei keigu-gata nanatsuboshi gokuseifuku (背景敬具型7☆極★服?) – 4:21
8. MT hensō-gata yattsuboshi gokuseifuku (MT変装型8☆極★服?) – 4:51
9. Tabun LASTBOSS-gata kokonotsuboshi gokuseifuku (多分裸SBOSS-型9☆極★服?) – 3:30
10. Zenhan saishūroku-gata tōnohoshi gokuseifuku (前半再収録型10☆極★服?) – 4:45
11. Tsuika saishūroku-gata tōtohitotsuboshi gokuseifuku (追加再収録型11☆極★服?) – 2:54
12. Jūyoubutsu hakkō kyōchō-gata tōtofutatsuboshi gokuseifuku (重要物発行強調型12☆極★服?) – 4:09
13. Before my body is dry <Kara-OK> (Before my body is dry <空OK>?) – 4:06
14. Suck your blood <Kara-OK> (Suck your blood <空OK>?) – 3:41
15. Blumenkranz <Kara-OK> (Blumenkranz <空OK>?) – 4:18
16. Light your heart up <Kara-OK> (Light your heart up <空OK>?) – 3:55
17. I want to know <Kara-OK> (I want to know <空OK>?) – 4:06
18. Till I Die <Kara-OK> (Till I Die <空OK>?) – 4:41

Durata totale: 74:05

## Accoglienza
Kill la Kill è stato ben accolto dalla critica. Elliot Gay di Japanator ha definito la serie "divertente in maniera unica, addirittura avvincente", affermando che, nonostante gli evidenti vincoli di budget, "è un [vero e proprio] promemoria di quanto possano essere spassosi e creativi gli anime quando resi al meglio". Kat Bailey di IGN, descrivendo la serie come "un anime shōnen, ha sottolineato che la sua assurdità oltre ogni limite contribuisce al fascino della storia. Joseph Luster di Otaku USA ha affermato che il concetto alla base dell'opera "è il classico caso di vendetta e combattimenti 'più forti!, sempre più forti!' in stile shōnen", ma ne ha elogiato l'esecuzione. Richard Eisenbeis di Kotaku ha apprezzato la serie per "la perfetta miscela di commedia e azione", il ritmo e la coerenza interna.
L'animazione delle scene di combattimento e dei movimenti dei personaggi, così come pure la "scelta acuta del comparto musicale", sono state tutte caratteristiche particolarmente elogiate da Robert Frazer della UK Anime Network, sito che ha anche premiato l'opera come "miglior anime in streaming" del 2013. Carl Kimlinger della Anime News Network ha apprezzato non solo l'animazione creativa e divertente della serie, ma anche la sua "azione da shōnen spinta [...] agli estremi della pazzia e dell'iperattività". Michael Logarta di GMA News Online ha sottolineato allo stesso modo il "ritmo superbo", la narrazione dritta al punto e i personaggi ben realizzati distribuiti nel "vortice di visuali spettacolari, storia e pazzia senza restrizioni" della serie.